# Ivan Tomko Mrnavić
Ivan Tomko Mrnavić, oppure Marnavič o Marnavitio (Sebenico, 1580 – Roma, 1637), è stato uno storico e poeta serbo.

## Biografia

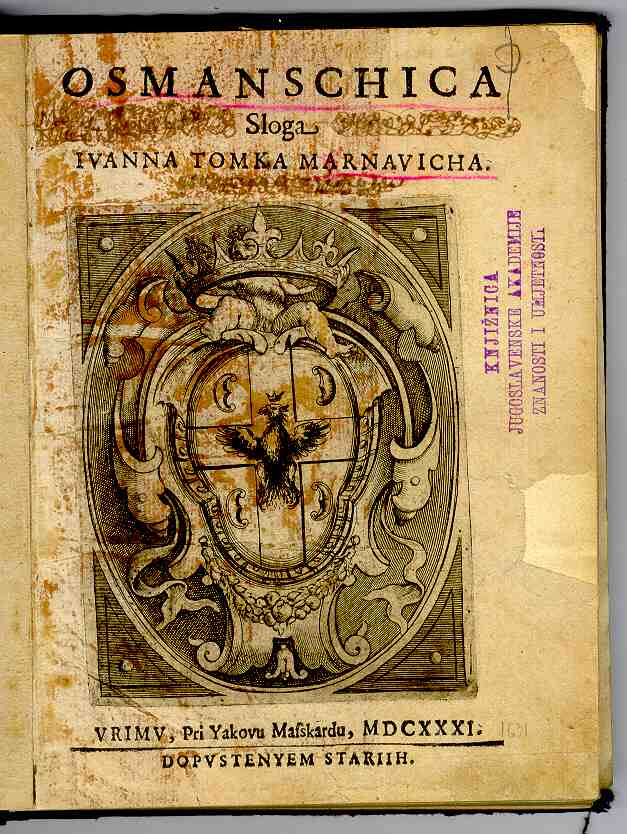
Copertina di Osmanide (Osmanščica, 1631)

Ivan Tomko Mrnavić nacque a Sebenico nel 1580.
Storico e poeta serbo-dalmata, studiò a Roma con i gesuiti, fu canonico a Sebenico (1606) e, dal 1627, a Zagabria; dal 1631 al 1635 fu vescovo titolare della Bosnia, ma risiedette soprattutto a Zagabria e a Roma, occupandosi per conto di Propaganda Fide di pubblicare libri liturgici in glagolitico.
Come storico, le sue opere risultarono intrise di nazionalismo e di idee "jugoslavistiche", nelle quali Mrnavić cercò di dimostrare le origini nobili del proprio casato; inoltre diffuse informazioni imprecise  nella sua Vita Iustiniani (circa 1619), basate sull'affermazione di un'origine slava dell'imperatore romano e sull'origine slava degli Illiri.Un'altra opera fu un salterio glagolitico attribuito al 1222, che avrebbe dovuto far discendere da san Girolamo l'alfabeto glagolitico. Non precisa nemmeno la bolla di papa Silvestro II (27 marzo 1000) che dava, secondo Mrnavić, a Stefano I, re d'Ungheria, il diritto di nominare vescovi e istituire nuovi vescovadi.
Le sue opere letterarie poetiche e drammaturgiche si rivelarono importanti per la linguistica, incentrata su un fondo ciacavo con la presenza di elementi stocavi, e quindi basata su un linguaggio dalmato-bosniaco.
Tra le opere di rilievo si possono menzionare la Vita di Maddalena Budristich, tradotto in italiano dallo stesso autore, dall'originale intitolato (Život Magdalene od knezov Žirova plemena Budrišića, 1626) e il dramma in versi Osmanide (Osmanščica, 1631),in cui Mrnavić manifestò gioia per la vittoria contro l'Impero ottomano.

## Opere

### In latino
- Vita Iustiniani (circa 1619);
- Vita Berislavi (1620);
- Vita sancti Sabbae (1630–1631).

### In dalmato-bosniaco
- La vita di Margerita Blažene, la figlia di Bel, il re di Ungheria (Život Margarite blažene divice, kćeri Bele, kralja ugarskoga i hrvatskoga, 1613);
- Žalosnoskazje Krispa Cezara, 1614 tragedia;
- Vita di Maddalena Budristich (Život Magdalene od knezov Žirova plemena Budrišića, 1626), epica religiosa;
- Potuženje pokornika, poesie sulla morte di Gesù;
- Osmanide (Osmanščica, 1631), dramma.

## Genealogia episcopale
La genealogia episcopale è:
- Cardinale Scipione Rebiba
- Cardinale Giulio Antonio Santori
- Cardinale Girolamo Bernerio, O.P.
- Arcivescovo Galeazzo Sanvitale
- Cardinale Ludovico Ludovisi
- Cardinale Luigi Caetani
- Vescovo Ivan Tomko Mrnavić